# Fernanda Tavares
Fernanda Carolina Gomes Tavares (Natal, 22 de setembro de 1980) é uma supermodelo, apresentadora e empresária brasileira. Foi uma das finalistas do Elite Look of the Year 1994, quando mudou-se para São Paulo para iniciar a carreira.

## Primeiros anos
Fernanda nasceu no dia 22 de setembro de 1980, na cidade do Rio de Janeiro, mas com 10 meses de idade foi morar em Natal, no Rio Grande do Norte. Filha do cantor e compositor Fernando Luiz e da empresária Cheilha Correia. A modelo tem mais um irmão do primeiro casamento de seu pai, e duas irmãs do segundo casamento deste. Aos 13 anos de idade, quando estudava no Instituto Infantil Sagrada Família, em Natal, foi convidada por um professor a participar do concurso Elite Look of the Year 1994.

## Carreira
Em 1995, após participação no concurso se muda para São Paulo, e um ano depois se muda para Nova York. Mas foi em 1998 sua grande ascensão ao ser fotografada por Mario Testino para a capa da Vogue Paris. Apadrinhada pelo mesmo fotógrafo, logo aparece em um editorial para a Vogue América, junto com Gisele Bundchen. Catapultando sua carreira, ao ser o rosto de campanhas das marcas Louis Vuitton, Chloé e Atelier Versace.
A modelo já figurou entre as quatro modelos mais badaladas do mundo, faturando cerca de US$ 1 milhão anualmente. Após um contrato mundial de exclusividade com a L'Oreal Paris por 4 anos, onde fez campanhas para vários produtos, inclusive ao lado de Beyoncé.
Fotografou para editoriais de várias revistas de moda, sendo a capa da VOGUE (Paris, Espanha, Brasil, Austrália, México); L'Officiel (Paris, Brasil); Elle (Reino Unido, Estados Unidos, Itália, Argentina, Brasil, Portugal, França, China, Canadá); Cosmopolitan (Estados Unidos, Reino Unido, Brasil, Rússia), Marie Claire (Brasil, Alemanha, Reino Unido), Harper's Bazaar Rússia, entre outras.
Apareceu em desfiles e campanhas para grifes e designers, como Prada, Alessandro Dell'Acqua, Valentino, Alberta Ferretti, Celine, Chanel, Clements Ribeiro, Carolina Herrera, Gucci, Donna Karan, Michael Kors, Missoni, Vivienne Tam, Versace, Alexander McQueen, Dior, Daryl K, Dries Van Noten, Oscar de la Renta, Victoria's Secret, Antonio Berardi, Yves Saint Laurent, Zac Posen, Diane Von Furstenberg, Gianfranco Ferré, Esteban Cortázar, Oakley, Roberto Cavalli, Salvatore Ferragamo, Sweetface fashion, Emanuel Ungaro, Matthew Williamson, Christian Lacroix, John Galliano, Imitation of Christ, Joseph Ribkoff, Blumarine, Dolce e Gabbana, Sonia Rykiel, Catherine Malandrino, Baby Phat, Yohji Yamamoto, Sean John, Ralph Rucci, Hervé Léger, Michel Klein, Bill Blass, Dsquared2, Zoomp, Rosa Chá entre outras.
Foi a estrela de campanhas impressas e anúncios para Louis Vuitton, Chloé, Atelier Versace, Bottega Veneta, Giorgio Armani, Ralph Lauren, Iceberg, Escada, Gloria Vanderbilt, Bali, H&M, Rocco Barocco, Nine West, Peter Hahn, Maison Lejaby, GAP, Rock & Republic, Silhouette eyewear, Wella, Bloomingdale's, Dana Buchman, J.Crew, Jones New York, Massimo Dutti, Mango, Marella, Herbal essences, Forum, Ocimar Versolato entre outras;
Ainda estrelou campanhas para as fragrâncias Dolce e Gabbana, Shalimar da Guerlain, Cool Water Wave da Davidoff, G de Giorgio Beverly Hills e Malachite de Banana Republic.
Gravou comerciais para automóveis exibidos na TV para Citroën e Chevrolet;
Em uma enquete realizada pela revista GQ italiana, a colocou em primeira colocada entre as 100 mulheres mais sexys do planeta.
Em 2003, foi jurada do concurso Miss Universo sediado na cidade do Panamá.
Uma das vinte e cinco top models brasileiras que integram o calendário da São Paulo Fashion Week – Verão 2007, Fernanda já teve seu próprio calendário. Em 2003, foi clicada por 12 fotógrafos diferentes, entre eles André Schiliró, Bob Wolfenson, Cristiano, Daniel Klajmic, Jacques Dequeker e Thelma Vilas Boas. Socialmente responsável, também já estrelou campanhas do grupo PETA (People for the Ethical Treatment of Animals), que luta pela abolição do uso de peles de animais.
Ao lado de seu marido, Murilo Rosa estrelou campanhas para Avon, Havaianas e Hering.
Em 2014, para o desfile de lançamento da colaboração da Versace para a loja de departamento Riachuelo, a própria estilista Donatella Versace exigiu que a modelo abrisse o desfile.
Na TV comandou o reality show Missão MTV, em que dava dicas de moda. Ainda apresentou no Canal Glitz, duas temporadas da Semana de Moda. Além de ter apresentado ao lado de Fernando Torquato o reality show de maquiagem "Desafio da Beleza" no Canal GNT. Ainda tendo apresentado eventualmente o programa Superbonita do mesmo canal. Ainda fez uma participação na telenovela Verdades Secretas da Rede Globo, dentro de uma ação de merchandising interpretando ela mesma.
No cinema atuou em Gomez VS Tavares, no papel da Agente Tavares.
Junto com seu marido, são sócios de uma rede de franquias de comida saudável chamada Minutri.

## Polêmicas
Durante a São Paulo Fashion Week de 2000, ela foi muito criticada ao ser fotografada exibindo celulites.
Em março de 2000, sua família acionou "O Jornal de Hoje", que publicou a entrevista de uma atriz pornô que se apresenta como Fernanda Tavarez. A Tavarez, com "z", deu declarações picantes sobre sexo oral que foram reproduzidas no diário local como sendo palavras da modelo.
Em julho de 2000, Fernanda foi capa da revista Marie Claire Reino Unido ao lado do cantor Ricky Martin. Posteriormente em 2019, a jornalista de moda Liz Jones, disse se sentir envergonhada por encorajá-la a agarrar o cantor em poses sexys para as fotos do ensaio, e ao final vê-la sentada no chão lendo revistas em quadrinhos, foi quando percebeu que ela era apenas uma menina saindo da adolescência.
Em 2001, durante o desfile outovo-inverno da Versace polemizou ao deixar um seio à mostra ao entrar com seu primeiro look.
No ano de 2002, durante o desfile da coleção de Primavera Alta Costura da Versace em Paris, ativistas do PETA invadiram a passarela, enquanto Fernanda posava para os fotógrafos, levando cartazes com a frase "Fur Kills".
Em 2003, no Victoria's Secret Fashion Show 2003 durante o segmento "Glaaaaamaaazons" seu calçado se enroscou com seu outfit composto por longas franjas; o próprio show a mostrou nos bastidores irritada tentando se livrar da roupa.
Um dos outfits desfilados pela Fernanda Tavares no desfile da coleção Primavera-Verão da Versace 2003 foi posteriormente usado pela Beyoncé no clipe da música "Crazy in Love".
Em 2011, o seu contrato com loja de departamentos inglesa Marks & Spencer possuía cláusulas que a impediam de engravidar ou ganhar medidas ao longo de pelo menos um ano.
Em 2015, durante o desfile de despedida de Gisele Bundchen, foi acusada de ter dado um empurrão na homenageada, no entanto tudo foi esclarecido, pois se tratava de uma manifestação de carinho, já que são amigas de longa data.

## Vida pessoal
Em 2003 iniciou um namoro com o ator Murilo Rosa. Em 28 de julho de 2007 casaram-se em uma cerimônia civil e religiosa na Igreja Matriz de Nossa Senhora do Rosário, em Pirenópolis, interior de Goiás, na mesma igreja em que os avós e os pais de seu marido casaram-se. O casal tem dois filhos, Lucas Tavares Rosa, nascido em 23 de outubro de 2007, e Artur Tavares Rosa, nascido em 1 de novembro de 2012. Seus dois filhos nasceram de parto cesariana, no Rio de Janeiro, onde o casal vive.
Fernanda Tavares possui ascendência africana, indígena e portuguesa.